# Екіпаж (фільм, 2016)
«Екіпаж» (рос. Экипаж) — російський фільм-катастрофа режисера Миколи Лєбєдєва, прем'єра якого відбулася у квітні 2016 р. Другий російський фільм, який вийшов в прокат у форматі IMAX. Головні ролі виконали Данило Козловський, Володимир Машков, Агне Ґрудіте та Катерина Шпіца.
Фільм є римейком однойменної російської радянської стрічки 1979 року.

## Сюжет
Талановитий молодий льотчик Олексій Гущин не визнає авторитетів і вчиняє відповідно до особистого кодексу честі. За невиконання абсурдного наказу його виганяють з військової авіації і лише дивом він отримує шанс літати на пасажирських авіалайнерах.
Йому доводиться почати льотну кар'єру заново: Олексій стає другим пілотом-стажистом на Ту-204СМ під керівництвом досвідченого командира екіпажу Леоніда Зінченка. Колега Гущина — неприступна красуня Олександра. Відносини між ними складаються непросто.
Під час польоту в Південно-Східну Азію екіпаж отримує повідомлення про землетрус на одному з островів і приймає рішення відправитися в епіцентр катастрофи, щоб врятувати сотні життів. На межі життя і смерті, коли земля йде з-під ніг, а навколо вогонь і порятунок тільки в небі, Гущин показує все, на що він здатний. Тільки разом екіпаж зможе зробити подвиг і врятувати пасажирів.

## Ролі
- Козловський Данило Валерійович — Олексій Гущин, другий пілот-стажист
- Володимир Машков — Леонід Зінченко, командир екіпажу
- Агне Ґрудіте — Олександра, другий пілот
- Катерина Шпіца — стюардеса
- Сергій Романович — Валерій, син Зінченка
- Олександра Яковлєва — Тамара Ігорівна, чиновниця
- Заріна Мухітдінова — пасажирка
- Данило Солдатов — рятувальник
- Сергій Рубльов — чиновник
- Ольга Нелюбова — пасажирка
- Анастасія Чінякіна — пасажирка
- Дін Фан — Чен
- Катерина Щанкіна — Марія, медсестра

## Виробництво

### Кошторис
Кошторис фільму — 650 мільйонів російських рублів. Фільм знято за фінансової підтримки російського державного «Фонду кіно».

### Фільмування

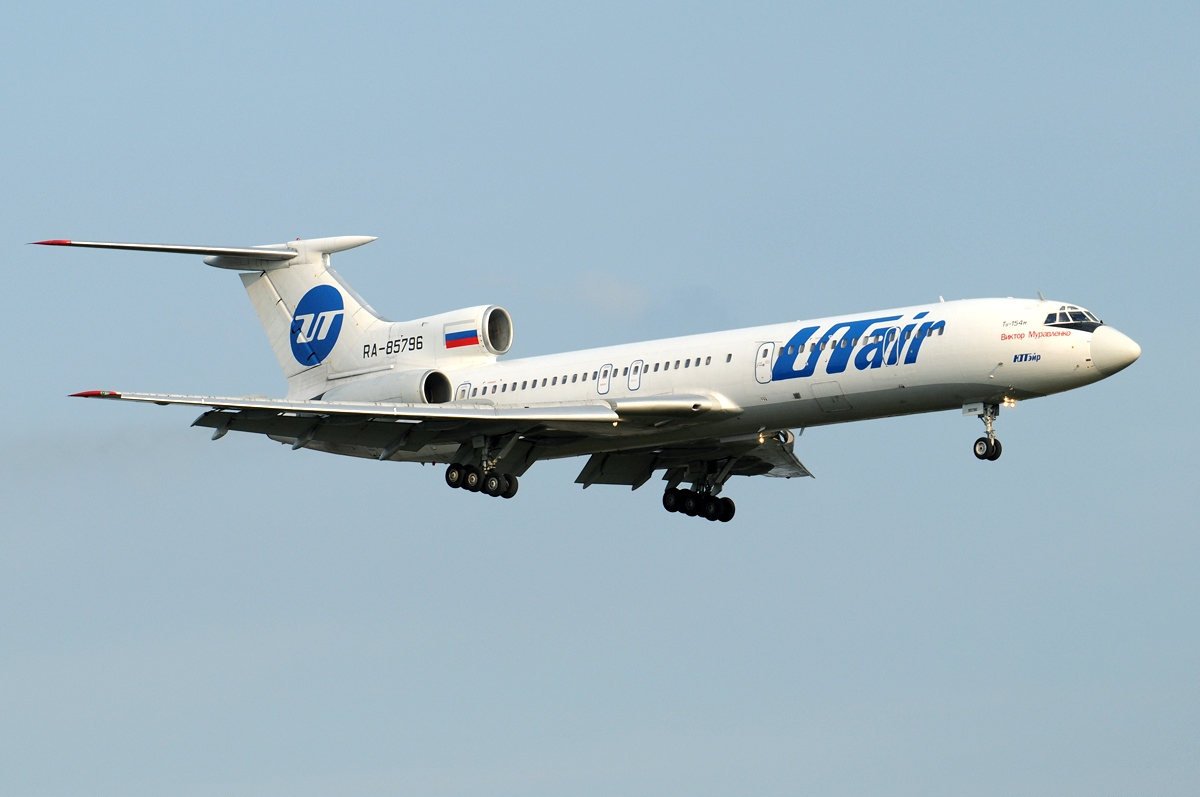
Ту-154М борт RA-85796, що знімали у фільмі (в період роботи в UTair)

Микола Лебедєв мріяв зняти фільм-катастрофу, але домовитися з продюсерами не виходило, поки Леонід Верещагін і Микита Михалков не запропонували зняти «Екіпаж». Режисер приступив до роботи, отримавши підтримку Олександра Мітти, режисера однойменного фільму 1979 року.
Зйомки стартували 18 вересня 2014 року, знімальна група працювала в Москві, Московській області та в окупованому Росією Криму.
У фільмі знялися два літаки: Ту-204СМ ОКБ Туполєва (борт RA-64151, головний герой) і списаний Ту-154М авіакомпанії Kosmos Airlines (борт RA-85796).